# Assassin's Creed Mirage
Assassin's Creed Mirage este un joc de acțiune și aventură dezvoltat de Ubisoft Bordeaux și publicat de Ubisoft. Jocul este al treisprezecea joc din partea majoră din seria Assassin's Creed, este succesorul lui Assassin's Creed Valhalla din 2020. Va fi lansat pentru Amazon Luna, PlayStation 4, PlayStation 5, Windows, Xbox One și Xbox Series X/S pe 5 octombrie 2023 și iOS pe modelele iPhone 15 Pro la începutul anului 2024.
Mirage este plasat în principal în Bagdad din secolul al IX-lea, în timpul anarhiei de la Samarra, și îl urmărește pe Basim Ibn Ishaq (un personaj introdus pentru prima dată în Valhalla) și tranziția sa de la hoț de stradă la membru cu drepturi depline al Frăției Asasinilor, care luptă pentru pace și libertate împotriva Ordinului Templierilor, care doresc pacea prin control. Jocul a fost descris ca o întoarcere la rădăcinile seriei, cu un acent mai mare pe povestirea liniară și jocul stealth decât versiunile mai recente, care s-au concentrat în principal pe elemente de joc de rol.

## Gameplay
Assassin's Creed Mirage este un joc stealth de acțiune-aventură menit să amintească de titlurile mai vechi Assassin's Creed, fiind mai liniar și axat pe poveste și reducând numărul de elemente de joc de rol prezente în versiunile recente ale seriei. Parkour-ul, luptele la sfârșit de timp și stealth sunt elementele de bază ale jocului. Pentru misiunile de asasinat, Mirage adoptă designul „Black Box” văzut anterior în Assassin's Creed Unity și Assassin's Creed Syndicate, unde jucătorii trebuie să exploreze mediul pentru a găsi diferite modalități de a-și atinge și elimina țintele.
Jocul se desfășoară în principal în orașul Bagdad, care este împărțit în patru districte, inclusiv Orașul Rotund, Karkh, Abassiyah cu Casa Înțelepciunii și Harbiyah, dar are și Alamut, sediul fortăreață al celor Ascunși. Bagdadul este mult mai mic decât lumea recentelor titluri din Assassin's Creed, fiind mai apropiată ca dimensiune de reprezentările Unity și Revelations ale Parisului și, respectiv, Constantinopolului. 
La fel ca protagoniștii anteriori Assassin, personajul principal, Basim, are la dispoziție un mare arsenal de arme și unelte, inclusiv semnătura Assassin Hidden Blade, bombe fumigene, cuțite de aruncat și săgeți otravitoare. Atât armele, cât și instrumentele pot fi îmbunătățite printr-un arbore de abilități care permite aplicarea diferitelor efecte asupra acestora. De asemenea, Basim are acces atât la Eagle Vision, cât și la un însoțitor aviar pe nume Enkidu (după personajul din Epopeea lui Gilgamesh), un vultur imperial estic care poate fi folosit pentru a cerceta zonele din apropiere. Spre deosebire de Assassin's Creed precedentjocuri care au prezentat însoțitori aviari, arcașii inamici pot detecta și trage în Enkidu.
Mirage introduce o nouă abilitate numită „Assassin Focus”, care îi permite jucătorului să elimine mai mulți inamici simultan și este reîncărcat prin efectuarea de asasinate furtive. Când abilitatea este activată, timpul se oprește și jucătorul poate marca până la cinci inamici care vor fi apoi uciși automat de Basim în succesiune rapidă. O altă caracteristică nouă sunt diferiți stâlpi amplasați în jurul Bagdadului, care pot fi folosiți pentru a traversa goluri largi. În plus, animațiile în mișcare și rulare au fost rafinate pentru a îmbunătăți mobilitatea și fluiditatea, echipa de dezvoltare inspirându-se de la „ samurai, ninja și chiar Jedi până la un anumit punct”.

## Dezvoltare
Înainte de anunțul său la Ubisoft Forward pe 10 septembrie 2022, detalii despre Mirage s-au scurs - sub numele de cod Rift - când a fost dezvăluit că jocul a început ca un pachet de expansiune pentru Assassin's Creed Valhalla înainte de a fi transformat într-o lansare de sine stătătoare.
Mirage a fost descris ca un titlu mai mic din Assassin's Creed, campania principală durând aproximativ 15-20 de ore, similar jocurilor mai vechi din franciză. A fost conceput pentru a sărbători cea de-a 15-a aniversare a seriei, în care dezvoltatorii au folosit tehnologia construită pentru Valhalla pentru a crea un joc care aduce un omagiu primului Assassin's Creed.
Pe 4 iunie 2023, a fost anunțat că jocul va avea o dublare în arabă.
Jocul include o bază de date educațională despre istoria Bagdadului, inclusiv articole care sunt deblocate treptat pe măsură ce jucătorul progresează. Acestea ilustrează cultura abbazidă din secolul al IX-lea cu fotografii ale obiectelor din Colecțiile Khalili; Colecția David; Muzeul Shangri La de Artă Islamică, Cultură și Design și Institut du Monde Arabe. Crearea bazei de date a implicat patru experți academicieni în arta islamică și a fost susținută cu granturi de la Consiliul de Cercetare Economică și Socială din Marea Britanie și organizația de caritate Barakat Trust.
Mirage este compatibil cu o vestă haptică legată, proiectată de compania de jocuri Owo. Acesta este un costum de piele fără fir care înregistrează mișcarea din partea superioară a corpului și a brațelor.